# Cheiracanthium longtailen
Cheiracanthium longtailen là một loài nhện trong họ Miturgidae.
Loài này thuộc chi Cheiracanthium. Cheiracanthium longtailen được Yajun Xu miêu tả năm 1993.